# دار نشر جامعة أكسفورد
دار نشر جامعة أكسفورد  (بالإنجليزية: Oxford University Press) (تختصر: OUP) هي أكبر دار نشر جامعية في العالم. كما أنها قسم من جامعة أكسفورد، تديرها مجموعة من 15 أكاديميًا معينين من قبل نائب رئيس الجامعة معروفين باسم ممثلي دار النشر.

## روابط خارجية
- دار نشر جامعة أكسفورد على موقع IMDb (الإنجليزية)
- دار نشر جامعة أكسفورد على موقع الموسوعة البريطانية (الإنجليزية)
- دار نشر جامعة أكسفورد على موقع ديسكوغز (الإنجليزية)